# Cry Baby Cry
«Cry Baby Cry» es una canción de The Beatles de su doble álbum The Beatles, más conocido como The White Album. Aunque está acreditada como Lennon/McCartney  , fue compuesta únicamente por John Lennon. Es la última canción del disco con presencia instrumental del grupo. La canción trata sobre un viejo cuento que Lennon recordaba de su juventud.
El track incluye también una corta canción no reconocida interpretada por Paul McCartney, cuya frase más importante es "Can You Take Me Back", que aparece justo antes que "Revolution 9". Esta parte de la canción no aparece en las letras impresas para el álbum.

## "Can You Take Me Back"
La canción es seguida en el álbum de una relación y la pista, fue una pista improvisada y cantada por Paul McCartney. Aunque la canción no tiene nombre oficial, se la conoce popularmente como "Can You Take Me Back" (debido a la línea principal de la letra). La pista oculta es una improvisación grabada por la banda durante una sesión de la canción "I Will" el 16 de septiembre de 1968 . 

## Personal[1]
Por Ian MacDonald:
- John Lennon - voz solista y armonía vocal, guitarra acústica 8Gibson J.160e), piano (Hamburg Steinway Baby Grand).
- Paul McCartney - Coros, Bajo (Rickenbacker 4001s), acordeón, piano (Hamburg Steinway Baby Grand).
- George Harrison - guitarra (Fender Stratocaster "Rocky"), órgano (Hammond L-100).
- Ringo Starr - batería (Ludwig Super Classic), pandereta.
- George Martin - armonio.

Can you take me back?
- Paul McCartney - voz, guitarra acústica (Martin & Co. D.28).
- John Lennon - maracas
- Ringo Starr - bongos.